# Power Trip
Power Trip est un groupe américain d'un subtil crossover thrash, originaire de Dallas, au Texas.

## Histoire
Le groupe est formé en 2008 et se composait à l'origine du bassiste Chris Whetzel, du batteur Marcus Johnson, du chanteur Riley Gale et des guitaristes Blake « Rossover » Ibanez et Nicky Stewart. La même année, une première démo de cinq chansons est sortie. En 2009, Johnson est remplacé par Chris Ulsh. Un EP de quatre chansons sort alors sous le titre Armageddon Blues. De plus, le groupe commence à partir en tournée, d'abord au Texas, puis dans le sud-ouest et en Californie, et enfin dans tous les États-Unis. Après presque un an de tournées et une pause pendant laquelle Ibanez se consacre à l'école, un deuxième EP éponyme contenant trois chansons suit en 2011. Le groupe repart ensuite en tournée, avec notamment un passage au Pitchfork Music Festival en 2012. En 2013, un contrat d'enregistrement est signé avec le label Southern Lord. La même année, le groupe participe au South by Southwest. En juin de la même année, leur premier album sort sous le nom de Manifest Decimation. Le disque est produit et mixé par Arthur Rizk et Daniel Schmuck à Philadelphie, en Pennsylvanie, et Argyle, Texas, et masterisé par Rizk au Solomon's Gate de Philadelphie.
Un an plus tard, Power Trip publie d'abord en février l'EP The Armageddon Blues Sessions, qui contient, outre les chansons d'Armageddon Blues, deux chansons qui n'étaient pas apparues sur l'EP Armageddon Blues. En novembre 2014, l'album live Live Series a suivi sur cassette compacte. Début 2016, Power Trip fait la première partie de Lamb of God lors d'une tournée aux États-Unis, à laquelle Anthrax et Deafheaven ont également participé, avant que Power Trip ne sorte en juin un split avec Integrity, auquel Integrity a contribué avec trois chansons et Power Trip avec deux. En automne 2016, une autre tournée américaine suit en première partie de The Black Dahlia Murder et Napalm Death. En même temps, Power Trip enregistre son deuxième album studio, Nightmare Logic, qui est de nouveau produit par Arthur Rizk. L'album sort le 24 février 2017 chez Southern Lord, et est suivi de deux tournées en co-tête d'affiche avec Iron Reagan. Power Trip joue d'abord avec Obituary, Exodus et Dust Bolt, puis avec Cannibal Corpse et Gatecreeper,.
Lors des Loudwire Music Awards 2017, Power Trip est récompensé dans la catégorie « chanson metal de l'année » pour la chanson Executioner's Tax (Swing of the Axe). Power Trip est également nommé dans les catégories « groupe metal de l'année » et « album metal de l'année », mais les deux prix sont remportés par Avenged Sevenfold. L'équipe éditoriale du magazine en ligne Loudwire élit Nightmare Logic « album metal de l'année 2017 ».
Le 25 août 2020, le frontman Riley Gale décède de manière inattendue à l'âge de 35 ans. Une version live de la chanson Executioner's Tax (Swing of the Axe) est nommée aux Grammy Awards 2021 dans la catégorie « meilleure performance metal ».

## Style musical
Thom Jurek d'AllMusic a décrit le style musical du groupe comme du crossover thrash metal, dans lequel le groupe intègre en outre des éléments de punk hardcore, de speed metal et de death metal. Il y a des points communs avec Cro-Mags, Vio-lence, Nuclear Assault et Leeway. Joachim Hiller du Ox-Fanzine se sent proche de Ludichrist en écoutant Manifest Decimation. Le groupe ressuscite le son de Leeway, Cro-Mags et Crumbsuckers, qui « ont tourné le dos au hardcore new-yorkais originel ou l'ont enrichi d'éléments métalliques massifs, d'une batterie massive, d'une production bombastique et de riffs de guitare simples et tranchants ainsi que d'un chant réverbéré ». Les chansons étaient cependant un peu monotones.

## Discographie

### Albums studio
- 2013 : Manifest Decimation (Southern Lord)
- 2017 : Nightmare Logic (Southern Lord)

### Albums live
- 2014 : Live Series (Moshers Delight Records)
- 2020 : Live in Seattle 05.28.2018 (Southern Lord)

### Singles
- 2008 : Demo 2008 (démo)
- 2009 : Armageddon Blues (EP, Double or Nothing Records)
- 2010 : Hammer of Doubt (single, Triple B Records)
- 2011 : Power Trip (EP, Lockin' Out Records)
- 2016 : Integrity / Power Trip (split avec Integrity, Magic Bullet Records)
- 2018 : Opening Fire: 2008-2014 (compilation, Dark Operative)